# Chapouillet
Le Chapouillet est une rivière française qui coule dans le département de la Lozère. Il conflue avec la Rimeize, affluent de la Truyère en rive gauche. C'est donc un sous-affluent de la Garonne par le Lot.

## Toponyme
Le Chapouillet est attesté sous le nom de Capoleg (forme sans les palatalisations, qui, d'après la prononciation moderne, représente probablement *Chapolheg ou *Chapolhèg). C'est ainsi que le nom de la ville de Saint-Chély-d'Apcher était écrit Sancti Hilari de Capoleg. Le Sancti Hilari se réfère à Ilère de Mende, saint catholique, et évêque du Gévaudan. 

## Géographie
De 16,5 km de longueur, le Chapouillet prend naissance sur massif de l'Aubrac sur le territoire de la commune des Bessons. Il redescend ensuite vers Saint-Chély-d'Apcher, avant de rejoindre la Rimeize sur la commune du même nom, dans le massif de la Margeride.

### Départements et communes traversées
- Lozère : Les Bessons, Saint-Chély-d'Apcher, Rimeize

## Principaux affluents
- Ruisseau de Malagazagne : 12,8 km
- Ruisseau de Sarroul : 4,9 km
- Ruisseau de Chandaison : 7,9 km

## Hydrologie

### Le Chapouillet à Rimeize
Le débit du Chapouillet a été observé sur une période de 38 ans (1971-2008), à Rimeize, localité du département de la Lozère située au niveau de son confluent avec la Rimeize. Le bassin versant de la rivière est de 67 km2.
Le module de la rivière à Rimeize est de 0,815 m3/s.
Le Chapouillet présente des fluctuations saisonnières de débit bien marquées et typiques de la région. Les hautes eaux se déroulent en hiver et au printemps, et portent le débit mensuel moyen à un niveau situé entre 1,00 et 1,29 m3/s, de décembre à mai inclus (avec un maximum en février). Dès la fin du mois de mai cependant, le débit moyen de la rivière baisse rapidement, et cette baisse se poursuit jusqu'à la période des basses eaux. Celles-ci ont lieu en été et au début de l'automne, de juillet à septembre, entraînant une baisse du débit moyen mensuel allant jusqu'à 0,256 m3/s au mois d'août, ce qui reste d'ailleurs fort satisfaisant. À partir du mois d'octobre le débit remonte rapidement. Cependant les fluctuations de débit sont plus prononcées sur de plus courtes périodes et d'après les années.

### Étiage ou basses eaux
À l'étiage, le VCN3 peut ainsi chuter jusqu'à 0,034 m3/s, en cas de période quinquennale sèche, soit 34 litres par seconde, ce qui est relativement sévère, même pour un petit cours d'eau de ces dimensions.

### Crues
Les crues, quant à elles, peuvent être importantes, compte tenu de la taille modeste de la rivière et de son bassin versant. Les QIX 2 et QIX 5 valent respectivement 12 et 18 m3/s. Le QIX 10 est de 22 et le QIX 20 de 26 m3/s, tandis que le QIX 50 se monte à 315 m3/s.
Le débit instantané maximal enregistré à la station hydrométrique de Rimeize durant cette période, a été de 45,4 m3/s le 5 novembre 1994, tandis que la valeur journalière maximale était de 20,9 m3/s le même jour. En comparant la première de ces valeurs à l'échelle des QIX de la rivière, il apparaît que cette crue était très largement supérieure à la crue cinquantennale définie par le QIX 50, et donc tout à fait exceptionnelle.

### Lame d'eau et débit spécifique
Le Chapouillet est une rivière assez abondante. La lame d'eau écoulée dans son bassin versant est de 385 millimètres annuellement, ce qui est supérieur à la moyenne d'ensemble de la France (320 millimètres/an), et égal à la moyenne du bassin de la Garonne (384 millimètres/an au Mas-d'Agenais). C'est cependant nettement inférieur au débit du Lot (446 millimètres/an) et surtout de la Truyère (671 millimètres/an). Le débit spécifique (ou Qsp) de la rivière atteint 12,2 litres par seconde et par kilomètre carré de bassin.